# Doge von Venedig

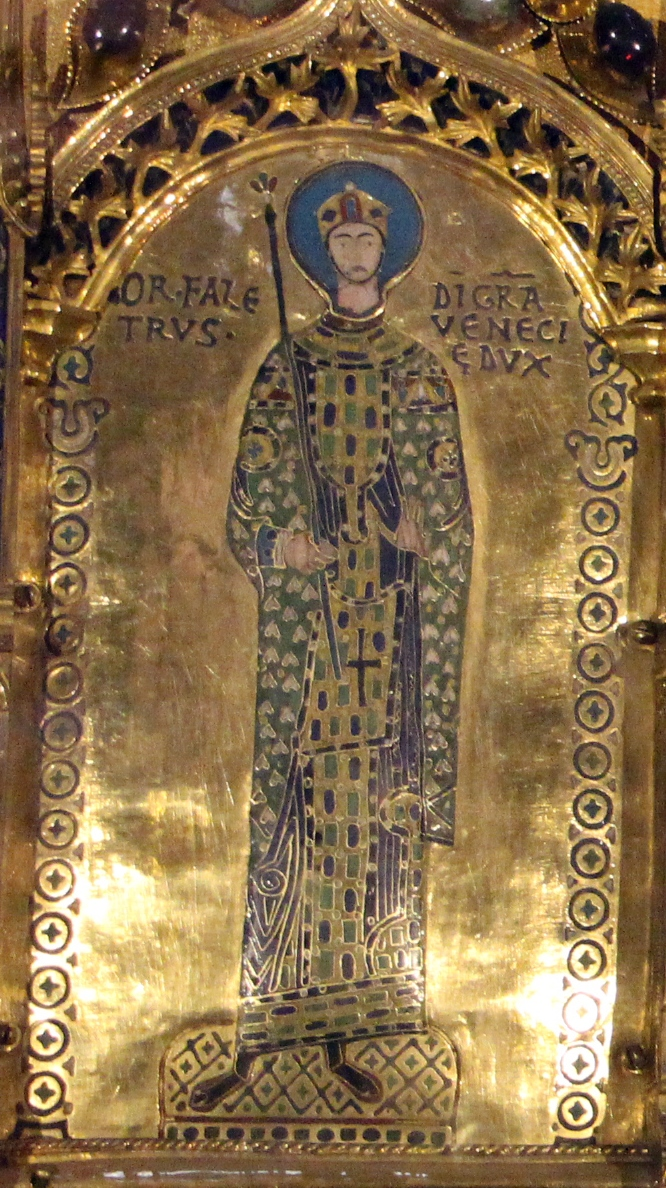
Die früheste bekannte Darstellung eines Dogen, des Ordelaffo Falier († 1118), ist Teil des Bildprogramms der Pala d’oro in der Markuskirche. Sie ist mit der Inschrift „OR^{.}FALE/TRUS“ und „DEI GRATIA / VENECI/E DUX“ ausgestattet.

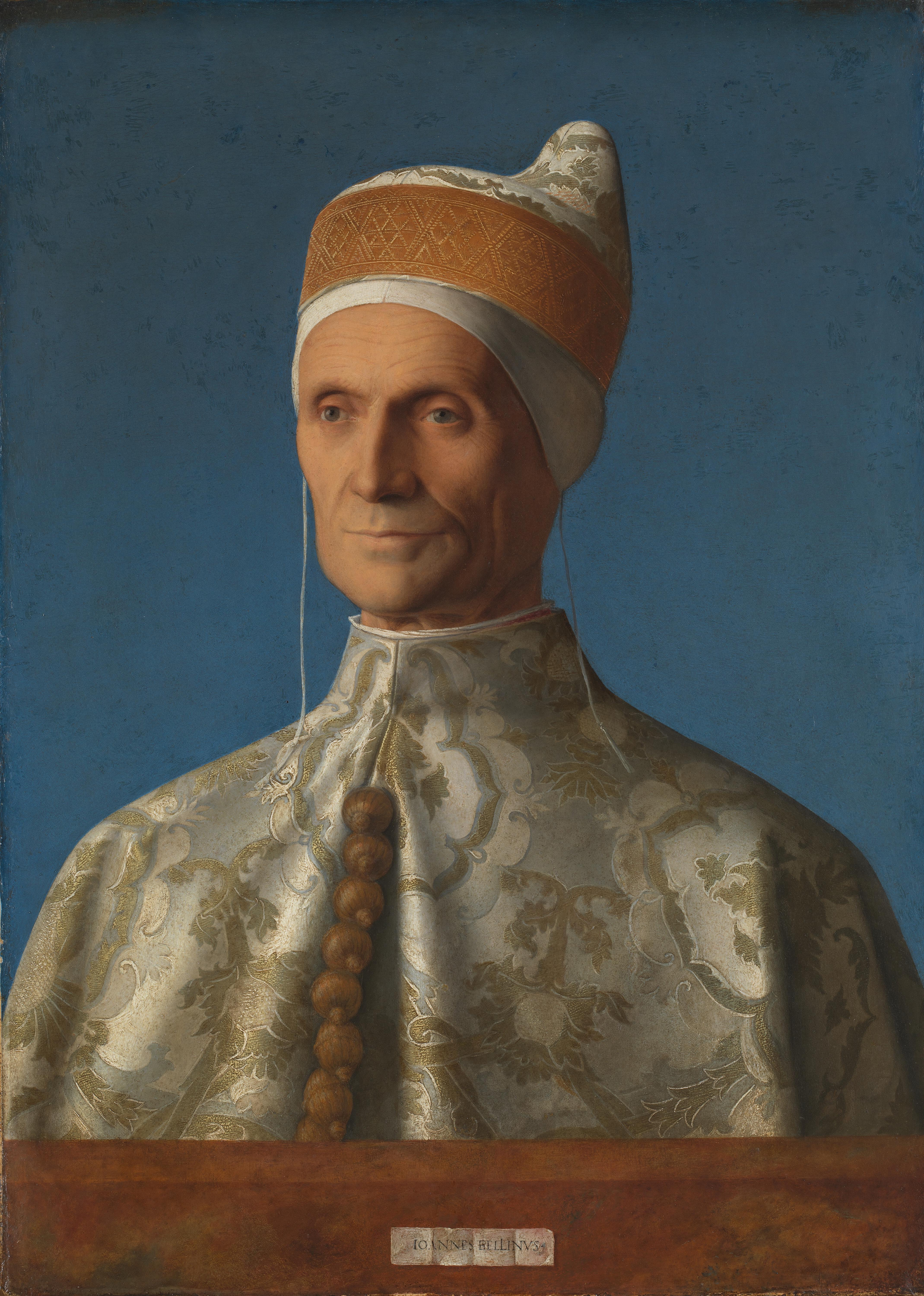
Giovanni Bellini: Porträt des Dogen Leonardo Loredan (1501)

Der Doge [ˈdoːʒə], abgeleitet von lateinisch Dux (Führer, Anführer, Fürst), war das auf Lebenszeit regierende Staatsoberhaupt der Republik Venedig zwischen dem 8. Jahrhundert und 1797.
Ursprünglich war der Doge ein lokaler Stellvertreter des Exarchen von Ravenna, der wiederum der Statthalter des Byzantinischen Kaisers in Oberitalien war. Mit der Emanzipation Venedigs von Byzanz wurde der Doge zum Herrscher eines sich zunehmend verselbstständigenden Staatsgebildes, des Dukats. Als erster Doge galt lange Paulicius, in der venezianischen Historiographie meist Paoluccio Anafesto genannt, doch gilt heute Ursus (Orso Ipato) als erster Doge. Zu Anfang des 9. Jahrhunderts wurde der Sitz des Dogen von Metamaucum (bei Malamocco) nach Rialto und damit in das heutige historische Zentrum verlegt; Residenz war der dortige Dogenpalast.
Mehrfach kam es zu Versuchen, eine Dynastie zu gründen. Wichtigstes Mittel war dabei die Wahl eines Sohnes des herrschenden Dogen zum Mitdogen; von Bedeutung war aber auch die Heiratspolitik. Diese Versuche wurden erst im 11. Jahrhundert gesetzlich untersagt. Im späteren 12. Jahrhundert, mit der Wahl Sebastiano Zianis, wurde der Volksversammlung das Recht der Dogenwahl entwunden. Ein kompliziertes Wahlverfahren sorgte wiederum für einen Ausgleich zwischen den nunmehr dominierenden Familien. Ab dieser Zeit wurden die Machtbefugnisse des Staatsoberhauptes nach und nach eingeschränkt, so dass er in der Neuzeit zum bloßen Repräsentanten und lebenden Symbol der Adelsrepublik wurde, bald zusammen mit seiner Ehefrau, der Dogaressa. Umso bedeutender wurden für diese Familien die monumentalen Grabmäler mit ihrem Bildprogramm und die sonstigen Symbole dafür, dass diese Familien einen der Dogen gestellt hatten.
Manche Dogen wurden im Laufe der Zeit als bloße Usurpatoren nicht zu den Dogen gezählt, einer später aus den Dogenlisten entfernt, weil er zugleich Patriarch war und damit Geistlicher. Die Diskussion über die Frage, ob die Mitdogen mitgezählt werden, meistens Söhne, manchmal Brüder von regierenden Dogen, insbesondere dann, wenn sie vor dem Ableben ihrer Väter bzw. Brüder selbst starben und daher nie allein herrschten, ist noch im Fluss. Zu den 118 bzw. 120 anerkannten Dogen kommen bis ins frühe 13. Jahrhundert einige wenige Stellvertreter, die als Vizedogen bezeichnet wurden. Die Gesamtzahl der gegen Ende der Republik nicht (mehr) als Dogen anerkannten Herrscher beträgt 15; hinzu kommen die im 8. Jahrhundert insgesamt vier bzw. fünf jeweils ein Jahr lang herrschenden Magistri militum. Der letzte Doge Ludovico Manin dankte am 12. Mai 1797 ab, nachdem sich der Große Rat angesichts des Vormarsches Napoleons zuvor selbst aufgelöst hatte.

## Herleitung
Die Bezeichnung Doge ist von einem Begriff der römischen Verwaltung abgeleitet. Ab dem 4. Jahrhundert war dux die Bezeichnung für den obersten militärischen Befehlshaber einer Grenzprovinz. Da das entsprechende Amt im Römisch-deutschen Reich als Herzog bezeichnet wurde, wurde der Doge in deutschsprachigen Publikationen gleichfalls als Herzog bezeichnet.

## Wandlungen im Zuschnitt des Amtes

Dogenwappen bis 1797. Derlei Wappen schrieb die neuzeitliche Historiographie auch früheren Dogen zu, die in einer Zeit lebten, als solche Wappen noch gar nicht in Gebrauch waren.

Der Doge vereinigte sowohl militärische als auch zivile und richterliche Funktionen, so dass der Amtsträger im frühen Mittelalter eine fast uneingeschränkte Macht auf Lebenszeit besaß. Dementsprechend gab es auch mindestens drei Versuche, eine Dynastie zu bilden, nämlich durch die Großfamilien der Galbaio, Particiaco und Candiano. Das Misstrauen gegenüber derart einflussreichen Familien mit ihren Hunderten von Mitgliedern beherrschte geradezu die Innenpolitik bis weit in die Neuzeit.
Die vom späten 8. Jahrhundert bis 1032 üblich gewordene Erhebung eines Mitdogen – in den meisten Fällen eines Sohnes, manchmal eines Bruders – wurde unter dem Dogen Domenico Flabanico 1040 untersagt. Damit sollte dieser immer wieder versuchte Weg zu einer Dynastiebildung verlegt werden. Allerdings trat dieses Vorgehen noch gelegentlich auf, nämlich dann, wenn der Doge für längere Zeit außerhalb Venedigs weilte. 1122 wurde erstmals ein „Vizedoge“ als Stellvertreter für den mehrere Jahre abwesenden Dogen erhoben; letztmals geschah dies 1202 durch Enrico Dandolo.
Zur Einschränkung seiner Macht wurden dem Dogen verschiedene Kontrollorgane, später der Rat der Zehn zur Seite gestellt. Spätestens von da an war das Amt des Dogen eher repräsentativer Natur, der Doge geradezu die Verkörperung Venedigs. 1501 wurden eigene Inquisitoren eingesetzt, deren Aufgabe nur darin bestand, das Amtsgebaren des verstorbenen Dogen zu untersuchen. Diese hießen inquisitori del doge defunto. Mit- oder Vizedogen wurden nicht mehr erhoben. Kontakte zu auswärtigen Herrschern wurden erschwert, ebenso die wirtschaftliche Tätigkeit. Daher ist es zwar möglich, die individuellen Karrieren vor der jeweiligen Wahl zum Dogen, mitunter minutiös, nachzuzeichnen. Doch sobald das höchste Amt errungen war, ist es vielfach kaum möglich, die Rolle des jeweiligen Dogen aus den Quellen, die das Herrschaftsgeflecht Venedigs hervorbrachte, herauszufiltern.
In diese Richtung entwickelte sich seit dem 14. Jahrhundert, insbesondere seit Andrea Dandolo, das Amt fort, denn der Doge, der allen wesentlichen Gremien vorsaß, wurde zunehmend zu einem Visionär des göttlichen Planes und zur Verkörperung der besonderen Beziehung Venedigs zu Gott.

## Titulatur und Symbolik

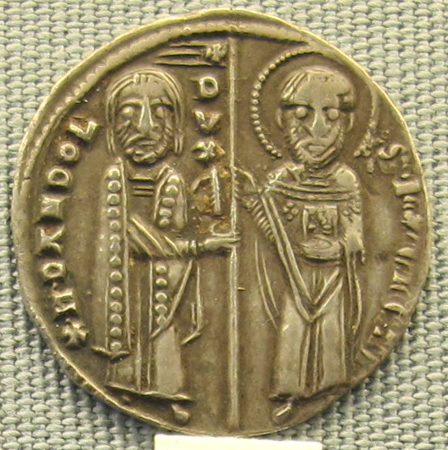
Vorderseite einer Silbermünze aus der Regierungszeit Enrico Dandolo, deren Symbolik über Jahrhunderte kaum verändert wurde. Der links dargestellte Doge, mit Bart und langen Haaren, stehend in Frontalansicht, trägt einen fußlangen Mantel. Er hält in seiner linken Hand eine Schriftrolle, die Prommissio ducale, deren Machtbeschränkungen und Aufgaben er zu beschwören hatte. Der Doge ist mit „H. DANDOL“ und dem Wort „DUX“ bezeichnet. Der rechts dargestellte Evangelist Markus, der Schutzpatron Venedigs, präsentiert den Dogen mit dem gonfalone, dem Banner, in seiner rechten Hand; dessen Wimpel mit dem Kreuz weht über dem Haupt des Dogen, der gleichfalls seine rechte Hand am gonfalone hat. Die drei Buchstaben des Wortes „DUX“, das unmittelbar unterhalb des Wimpels mit dem Kreuz beginnt, folgen von oben nach unten geschrieben dem Banner und verbinden so das Kreuz mit der Schriftrolle. Markus, als Venedigs Schutzpatron, mit „S. M. VENETI“ bezeichnet, ist als Heiliger am Nimbus zu erkennen, bekleidet mit einem faltenreichen Gewand. Er hält in der linken Hand sein Evangelium, wie der Doge seine Promissio.

Neben dem Titel dux führten die Dogen eine Reihe anderer Titel, die das Verhältnis zu auswärtigen Mächten widerspiegelten. So führten sie vielfach byzantinische Titel wie Hypathos (Ipato), was etwa dem Konsul entspricht. Maurizio Galbaio (764–787) führte den Titel magister militum, consul et imperialis dux Veneciarum provinciae, er sah sich also noch als einen Dogen einer kaiserlichen Provinz. Giustiniano Particiaco führte nur noch den Titel eines imperialis hypatus et humilis dux Venetiae ohne die Nennung einer zum Kaiserreich gehörigen Provinz. Der Status der Unterordnung verschwand unter Übertragung byzantinischer Ehrentitel. Der Zusatz Dei gratia (durch die Gnade Gottes) kam erst im 11. Jahrhundert durchgängig in Gebrauch.
Angesichts der ungarischen Expansion Richtung Adria beanspruchte vielleicht schon Vitale Falier (1084–1096), sicher aber Vitale Michiel I. (1096–1102), den Titel eines dux Croatiae, womit der Titel dux Venetiae atque Dalmatiae sive Chroaciae et imperialis prothosevastos lautete. Nach der um 1350 entstandenen Venetiarum historia vulgo Petro Iustiniano adiudicata führte der Doge Domenico Morosini darüber hinaus als Erweiterung seiner Titulatur atque Ystrie dominator, nachdem Pula auf Istrien sich 1150 Venedig hatte unterordnen müssen. Allerdings findet sich dieser Titel nur auf einer einzigen Urkunde aus dem Jahr 1153: et totius Ystrie inclito dominatori.
Spätestens ab 1205, nach der Eroberung des Byzantinischen Reiches und der Errichtung des Lateinischen Kaiserreiches, erhielt der Doge den Titel Dei gratia gloriosus Venetiarum, Dalmatiae atque Chroatiae dux, ac dominus quartae partis et dimidie totius imperii Romaniae – er war also nicht nur ruhmreicher Doge der Venezianer, von Dalmatien und Kroatien, sondern darüber hinaus Herr von drei Achteln des Römischen Kaiserreiches, das spätere Historiker Byzanz nannten. Diesen Titel nahm als erster Marino Zeno an, Podestà der Venezianer in dessen Hauptstadt Konstantinopel. Erst danach wurde der Titel, der vielfach dem Führer der Eroberungsflotte, Enrico Dandolo, zugeschrieben wurde, von seinem Nachfolger Pietro Ziani übernommen. Noch Enrico Dandolo hatte vom Kaiser den Titel eines protosebastos erhalten.
Ab 1358, als Venedig seine Ansprüche auf die im Titel erscheinenden Gebiete an der östlichen Adriaküste aufgab, wurde der Titel auf Dei gratia dux Veneciarum et cetera scheinbar reduziert, eine Regelung, die bis 1797 Bestand hatte.

## Alter, Familienzugehörigkeit, sonstige Wahlvoraussetzungen
Für das Amt des Dogen kamen nur Männer in Frage, die mindestens 30 Jahre alt waren, eine Bestimmung, die von 1355 bis 1722 gültig war. Danach mussten die Kandidaten mindestens 40 Jahre alt sein. Außerdem mussten sie einer der in Venedig tonangebenden Familien angehören, und bald mussten sie von überprüfbarer und gesicherter Abstammung sein, somit einer der patrizischen Familien angehören. Der Kandidat brauchte eine hinreichend große Klientel, musste einen hohen Anteil an der Finanzierung der Staatsaufgaben geleistet und in seinen Staatsämtern Erfolge vorzuweisen haben.
Dabei waren die Zugangsmöglichkeiten nicht unter allen Adligen gleich, denn es bestanden vier Gruppen innerhalb des Adels, der nobilitas. Die erste Gruppe bestand aus den alten Häusern, den case vecchie, deren Angehörige auch als longhi bezeichnet wurden. Sie bestand einerseits aus zwölf Familien, die als apostolisch bezeichnet wurden, weil sie bereits bei der ersten Dogenwahl überhaupt (jedenfalls der Legende nach), nämlich der von 697, miteinander konkurriert hatten. Weitere zwölf Familien, die ein ähnlich hohes Ansehen genossen, gehörten gleichfalls zu dieser obersten Klasse des Adels, da sie bereits vor 800 die höchsten Ränge bekleideten. Nur vier von diesen zwölf galten wieder als evangelische (evangeliste).
Zu diesen Alten Häusern kamen die Neuen Häuser (case nuove), die erst nach 800 in die führende Klasse aufgestiegen waren. Diese wurden im Gegensatz zu den longhi als curti bezeichnet. 16 von ihnen wurden als ducali bezeichnet, weil es ihnen zwischen 1414 und 1612 gelang, die vecchi aus dem Wahlverfahren auszuschließen. Danach endete diese Koalition mit der Wahl des Marcantonio Memmo zum Dogen, der einem der Alten Häuser angehörte, den Memmo. Auch von den Neuen wurden, ähnlich wie zwölf von den Alten, immerhin vier als evangelische bezeichnet.
Eine erhebliche Veränderung trat in zwei Schüben ein. Durch den Chioggia-Krieg kamen ab 1380 weitere Familien zu den Alten und Neuen hinzu. Diese wurde als case oder casate nuovissime bezeichnet, also als Neueste Häuser. Schließlich kamen, bedingt durch die Kosten eines weiteren Krieges, nämlich des Kampfes mit den Osmanen um Kreta (1645–1669) und um die Morea (1684–1717), weitere Familien hinzu. Diese durften sich gegen hohe Geldbeträge ab 100.000 Dukaten in das Patriziat einkaufen. Zu dieser Gruppe kamen ab 1775 noch adlige Familien vom oberitalienischen Festland, die nachweisen konnten, dass sie seit mindestens vier Generationen dem Adel angehörten. Dabei konnte eine Art Ehrenmitgliedschaft auch verdienten Herrschern und höchsten Klerikern zuteilwerden.
Da den Dogen wirtschaftliche Unternehmungen untersagt waren, war ein erhebliches Vermögen nötig, um die Amtsgeschäfte führen zu können. Mit Leonardo Loredan wurde auch die Möglichkeit der Finanzierung durch Regale abgeschnitten, die zum Teil aus Geld, zum Teil aus Naturalien bestanden.
Dies hatte zur Folge, dass ein anderes Kriterium ausschlaggebend wurde, nämlich das verfügbare Vermögen, und dass der Adel sich anhand dieses Kriteriums zunehmend aufspaltete. Die Familien wurden nun als senatorie, giudiziarie und barnabotte bezeichnet. Erstere waren so vermögend, dass sie auch die aufwändigsten Ämter anstreben konnten, zu denen der Doge ohne Zweifel zählte. Unterhalb dieser Vermögensgrenze fanden sich diejenigen Familien, die eher richterliche Positionen ausfüllen konnten, wie etwa in der Quarantia, die weniger Vermögensaufwand erforderten. Die übrigen Adligen, die über zu wenig Geld verfügten, mussten sich mit den unteren Staatsämtern begnügen, die vielfach die Familienexistenz sicherten. Diese wurden spöttisch nach dem Campo San Barnaba benannt, wo die Mieten besonders niedrig waren. Allerdings waren sie, auch wenn sie verarmt waren, weiterhin abstimmungsberechtigt und konnten dementsprechend Einfluss auf die Ämterwahlen nehmen.
Zuweilen wurden allerdings Kandidaten von der Wahl ausgeschlossen, die, obwohl Mitglied der angesehensten Familien, nicht dem Verhaltenscodex oder der öffentlichen Moral entsprachen. So wurde Alvise V. Sebastiano Mocenigo (1726–1795) wegen seiner sexuellen Neigungen, er galt als Päderast, 1789 von der Wahl zum Dogen ausgeschlossen. Er wurde schon von Kaiserin Maria-Theresia als Botschafter mit diesem Argument abgelehnt.

## Wahlverfahren

Visualisierung des Nominierungsverfahrens

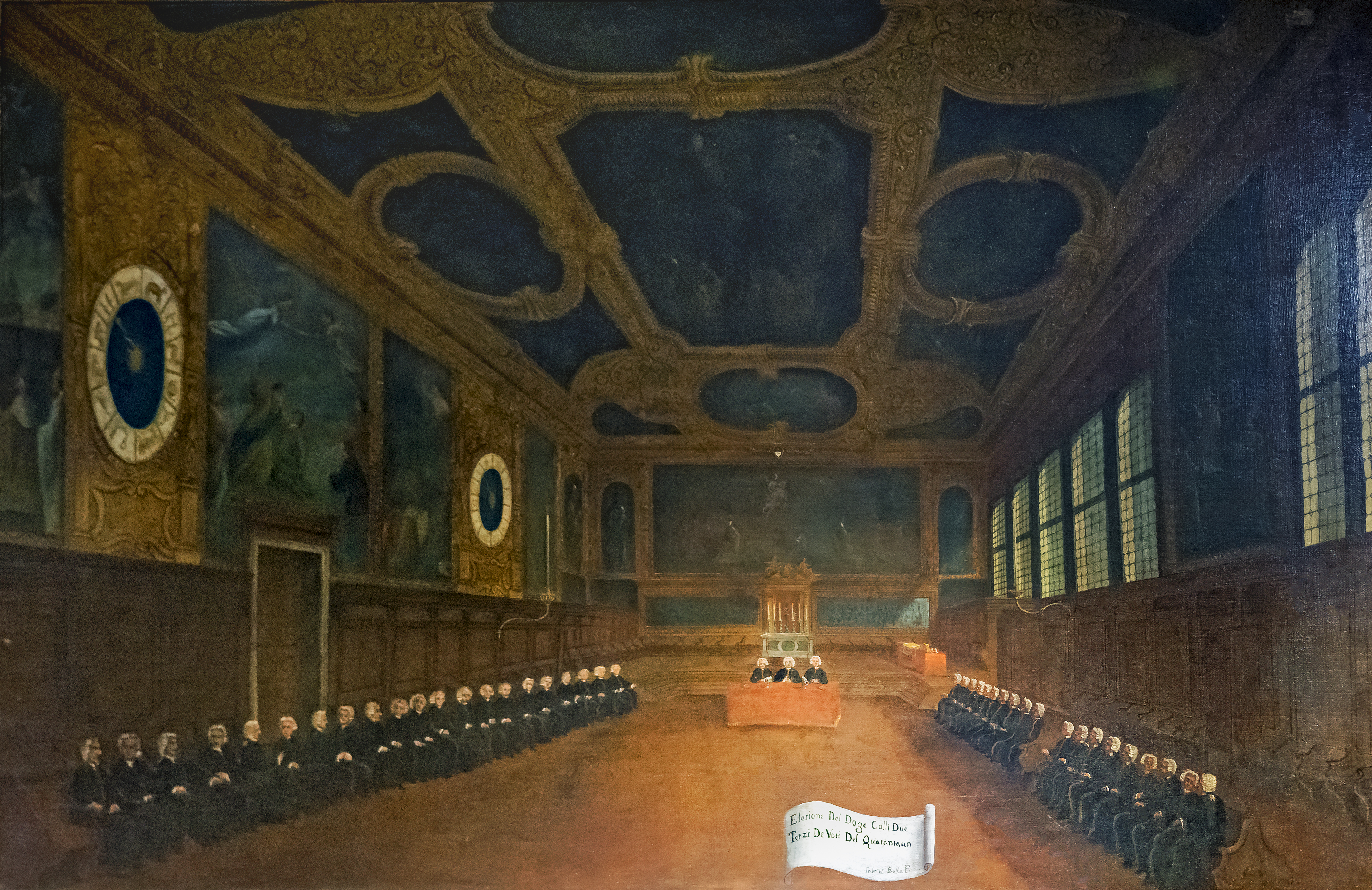
Wahl des Dogen durch die Einundvierzig, Gabriele Bella (1730–1799), Öl auf Leinwand, Pinacoteca Querini Stampalia

Das Verfahren der Dogenwahl, ein Recht, das bis 1172 bei der Volksversammlung lag, wurde im Laufe der Zeit immer komplizierter. Genügten 1172 bei der Wahl des ersten, nicht von der Volksversammlung gewählten Dogen Sebastiano Ziani, noch zwölf Wahlmänner, so brauchte man bei der Wahl seines Nachfolgers schon ein vierzigköpfiges Wahlkollegium. Nachdem es bei einer Dogenwahl zu einem Patt gekommen war, da beide Kandidaten je 20 Wähler auf sich vereinigten, wurde per Los entschieden, was zu einem tödlichen Konflikt und jahrzehntelangen Auseinandersetzungen zwischen den beteiligen Familien führte. Daher wurde vor der nächsten Wahl ihre Zahl auf 41 erhöht.
Die Sorge der Familien, es könnte einer unter ihnen die Herrschaft an sich reißen und nach dem Muster anderer italienischer Städte oder früherer Dogen eine Familiendynastie durchsetzen, führte ab 1268 zu einem komplizierten Verfahren, mit dem man Wahlmanipulationen ausschließen wollte, und das immer wieder neu, wenn auch geringfügig, angepasst wurde.
Das Wahlsystem war daher eine Mischung aus Zufallsentscheidung durch das Los und einer öffentlichen, freien und sorgfältig durchgeführten Beratung und Beschlussfassung.
Wählbar waren Mitglieder des Großen Rates, in dem sich der erwachsene, männliche Adel regelmäßig zu Wahlen und Abstimmungen versammelte. Von ihnen deponierte jeder eine Loskugel in einer Urne. Auf dem Markusplatz wurde ein etwa zehnjähriger Knabe, der Ballottin, ausgesucht, der aus der Urne 30 Loskugeln zog.
- 30 Kugeln wurden durch Los auf 9 reduziert. Diese 9 Verbliebenen wählten 40.
- 40 wurden durch Los wieder auf 12 reduziert. Diese 12 wählten 25.
- 25 wurden durch Los auf 9 reduziert. Diese 9 wählten 45.
- 45 wurden durch Los auf 11 reduziert. Diese 11 wählten 41.
- Diese 41 – sie mussten ab 1553 einzeln von der Mehrheit im Großen Rat bestätigt werden, was aber wiederum 1676 nicht geschah – nominierten den Dogen zur Billigung durch die Versammlung (nach Frederic C. Lane).

Das Quorum für die Wahl des Dogen lag bei 25 Stimmen. Der Ballottin gehörte nach der Wahl zum Gefolge des Dogen.
Der Doge wurde stets auf Lebenszeit gewählt. Dieser konnte zwar von der Signoria abgesetzt werden, es war ihm aber verboten zurückzutreten. Trotz aller Bemühungen kam es immer wieder zu teils erfolgreichen Korruptionsversuchen, wie etwa bei der Wahl des Dogen Marco Foscarini oder des vorletzten Dogen Paolo Renier. Während des mitunter langwierigen Wahlvorgangs entstanden immer höhere Kosten. So mussten während der Wahl des Giovanni II. Corner 1709 fast 9.570 Dukaten aufgewendet werden, während es bei der letzten Dogenwahl bereits fast 47.300 Dukaten waren.

## Amtstracht

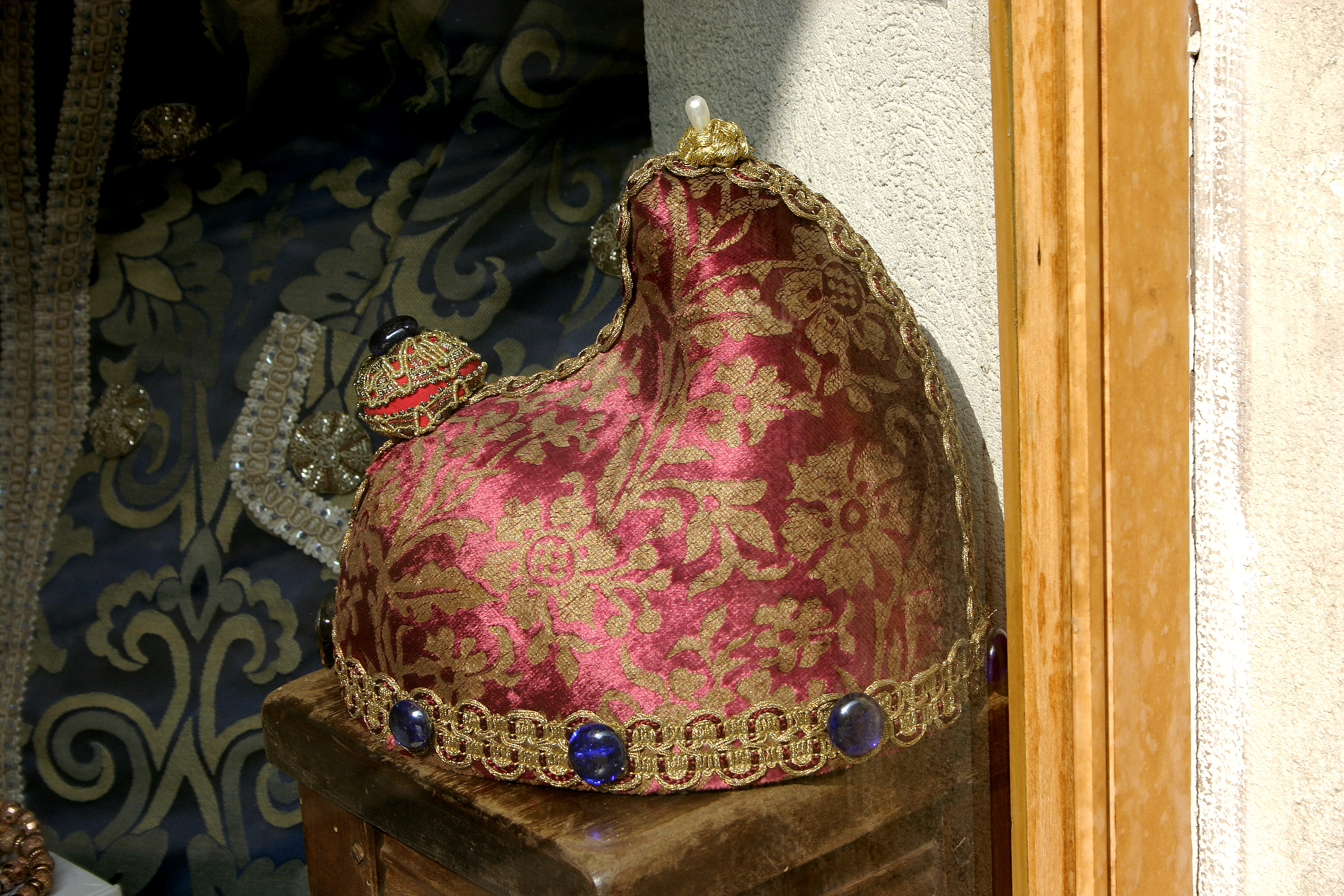
Der Corno ducale geht der Legende nach auf die Äbtissin von San Zaccaria zurück, die dem Dogen Pietro Tradonico 855 die Kopfbedeckung anfertigen ließ. Ausdrücklich genannt wird der Corno im Dogeneid von 1328.

Spätestens seit dem 14. Jahrhundert trug der Doge mit dem Corno Ducale eine besondere Art der Kopfbedeckung, die allerdings im Staatsbesitz blieb und an den Nachfolger weitergereicht wurde. Der Corno ist eine steife Kappe mit einer hornartigen Spitze und einem kronenartigen Metallring. Er wird einerseits auf die Kopfbedeckung der Fischer, andererseits auf den „Herzogshut“ zurückgeführt.
Die Kopfbedeckung des Dogen wurde auch als Zogia angefertigt. Sie wurde nur anlässlich der Amtseinsetzung und bei der feierlichen Osterprozession getragen. Die Zogia war aus Brokat und mit Edelsteinen geschmückt, während der übliche Corno aus weniger kostbarem Material hergestellt wurde.
Unter dem Corno trug der Doge die Cuffia, eine Mütze aus feinem Leinen. Ab 1367 sollte die bis dahin schwere Kopfbedeckung in einer leichteren Version bei feierlichen Anlässen getragen werden. Bei weniger feierlichen Anlässen, etwa bei den zahlreichen Versammlungen, Empfängen und Audienzen, bei denen der Doge anwesend zu sein hatte, trug er einen Corno ohne Edelsteine.
Bei der Krönung trug der Doge über einem langen Untergewand, der dogalina, die mit einem schmalen Gürtel mit goldener Schnalle gegürtet wurde, einen weiten Umhang mit einem pelerinenartigen Kragen aus Hermelinfell, den bavaro. Zum Gewand des Dogen mit Stehkragen gehörten die auffallenden Knöpfe, die campanoni d’oro.
Die private Kleidung entsprach der Alltagskleidung eines venezianischen Nobile. Die Dogaressa, die Ehefrau des Amtsinhabers, trug eine kleinere Kappe.

## Alter, Porträt, Repräsentation

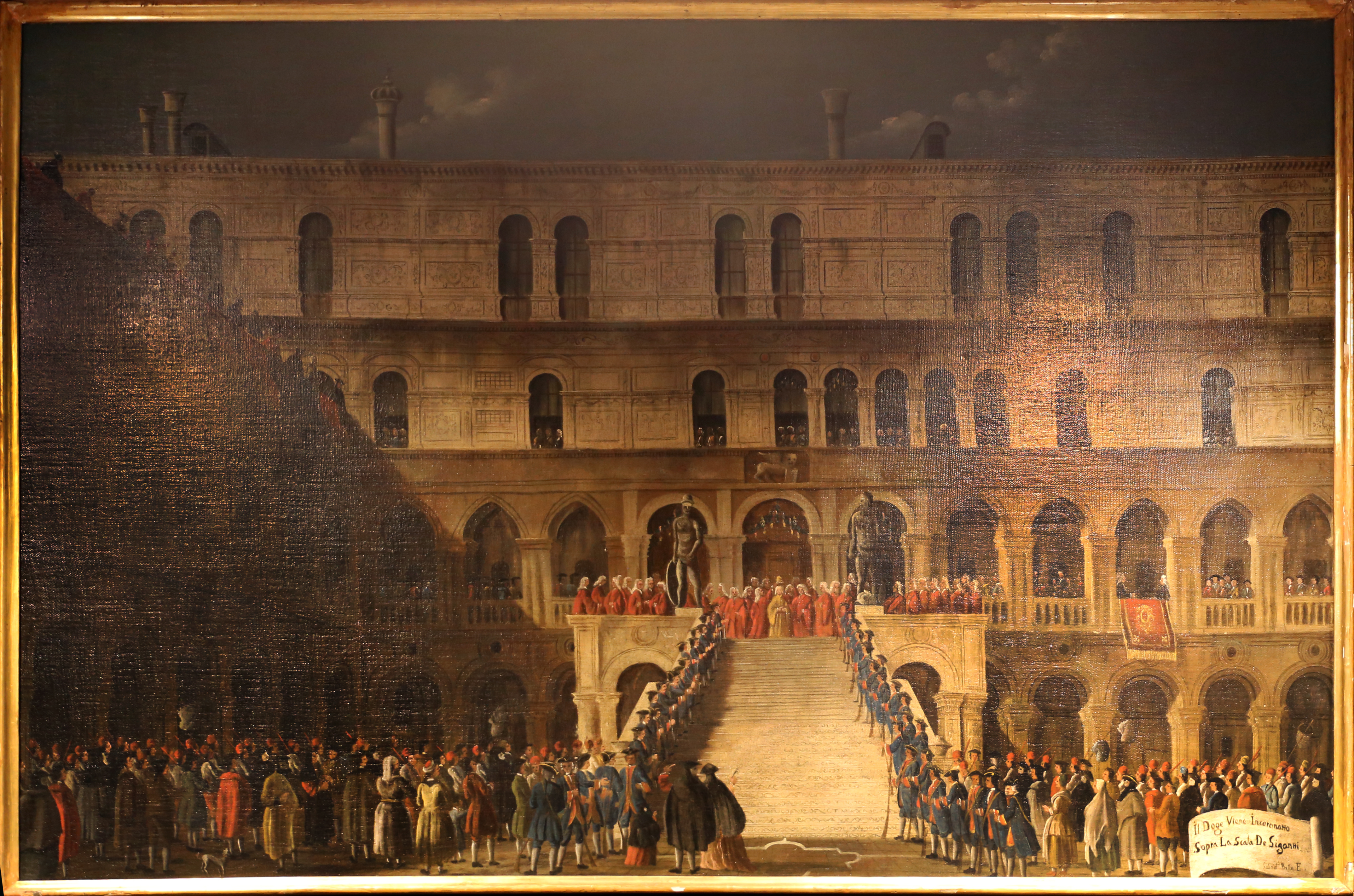
Gabriele Bella (1730–1799): Krönung des Dogen auf der Scala dei Giganti, um 1779–1792, Pinacoteca Querini Stampalia, Venedig

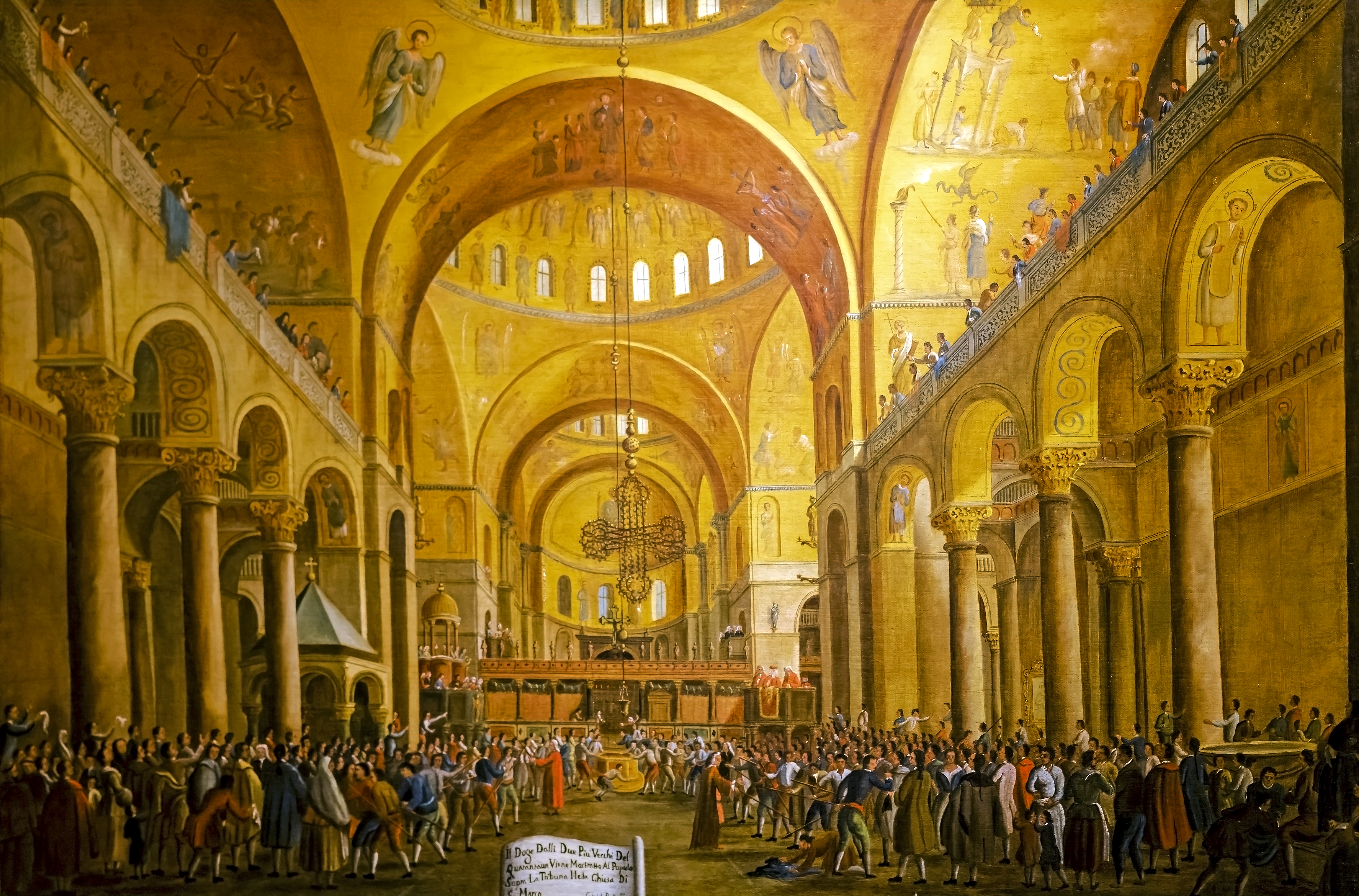
Der neue Doge wird dem Volk in der Markuskirche präsentiert, Gabriele Bella, Pinacoteca Querini Stampalia

Für die frühen Dogen lässt sich das Alter bei der Wahl nur selten bestimmen. Die Dogen des 12. und 13. Jahrhunderts waren, bei starken Abweichungen, zum Zeitpunkt ihrer Wahl etwa 60 Jahre alt; der älteste unter ihnen war Enrico Dandolo, der zum Zeitpunkt seiner Wahl etwa 85 Jahre alt war. Bei weitem der jüngste unter den Dogen des 14. Jahrhunderts war Andrea Dandolo, der bei seiner Wahl nicht einmal 37 Jahre alt war. Tatsächlich war es vorgeschrieben, dass der Doge mindestens 30 Jahre alt sein musste, eine Bestimmung, die von 1355 bis 1722 gültig war. Ab 1722 musste er mindestens 40 Jahre zählen.
Das Durchschnittsalter stieg weiter an, bald galten Männer unter 50 als zu jung, und selbst 60-Jährigen traute man das Amt noch nicht zu. Die Dogen des 15. Jahrhunderts waren zum Zeitpunkt ihrer Wahl bereits durchschnittlich 72 Jahre alt – damit waren sie im Schnitt 18 Jahre älter als die zeitgenössischen Päpste. Im 16. Jahrhundert stieg dieses Durchschnittsalter sogar auf 75 Jahre, was zur Folge hatte, dass ihre durchschnittliche Amtsdauer kaum sechs Jahre umfasste. Dies hing zum einen damit zusammen, dass das Alter in Venedig in hohem Ansehen stand, da man es mit wichtigen politischen Eigenschaften verband. Zum anderen hatte sich fast eine Art Cursus honorum als Vorbedingung für die Wahl zum Dogen etabliert. Diese Ämter wiederum standen häufig erst Männern ab 40 Jahren offen, die meisten von ihnen traten, wie etwa im Fall des Senats, jedoch erst mit etwa fünfzig in diese zentralen Gremien ein. Da die Angehörigen des Rates der Vierzig, der Quarantia, schon durch ihr richterliches Amt dem Senat angehörten, gelang den Jüngeren oftmals durch diese Hintertür ein Einstieg in den Senat. Manche fürchteten umgekehrt ein Auftreten vor dem Anfang des 16. Jahrhunderts auf 1700 Männer angewachsenen Großen Rat, wo der Anteil der Jüngeren erheblich größer war, als unter den etwa 300 Angehörigen des Senats. Als in Zeiten der Finanznot die Plätze im Großen Rat zu Anfang des 17. Jahrhunderts verkauft werden mussten, gelangten 200 junge Männer in das zentrale Gremium. Die Älteren fürchteten nun zunehmende Wankelmütigkeit, Mangel an Erfahrung, Korruption. Ein weiterer Faktor war, dass die großen clanartigen Familien regelmäßig ihre ältesten Familienangehörigen in die zentralen Ämter wählten – in einer gesellschaftlichen Klasse, deren Lebenserwartung wohl weit über dem der durchschnittlichen Bevölkerung lag. Der ideale Kandidat war also in diesem Sinne alt, aber noch amtstauglich, und es war noch besser, wenn er keine Söhne hatte, denn deren Einfluss auf den alten Dogen fürchtete man fast noch mehr. Die Erfahrung mit Francesco Foscaris überlanger Amtsdauer und dem Einfluss seines Sohnes sollte sich besser nicht wiederholen.
Dabei erzwang das Alter der Dogen einerseits Änderungen im Zeremoniell. So wurde, allerdings erst nachdem einer der Dogen, Andrea Gritti, schwer gestürzt war, den Dogen ein Stuhl im Chor von San Marco zur Verfügung gestellt; schließlich verschwanden die nachfolgenden Dogen aus dem öffentlichen Zeremoniell. 1555 wurde ein direkter Zugang vom Dogenpalast in die Markuskirche gebaut.
Trotz der zahlreichen Verpflichtungen durften gebrechliche Dogen nur selten zurücktreten. Meist wurden entsprechende Anliegen zurückgewiesen. Dies galt etwa für Agostino Barbarigo. Im Fall des 90-jährigen Antonio Grimani verhinderte wohl nur der rechtzeitige Tod eine weitere Ablehnung dieser Art. Als Andrea Gritti beantragte, zurücktreten zu dürfen, kam einer der Osmanenkriege dazwischen, bei Pietro Lando versicherte ihm der Rat der Zehn, als der Doge an gar keiner Sitzung mehr teilnehmen konnte, dass ihre häufigen Sitzungen nichts damit zu tun hätten, dass er abgesetzt werden solle. Bei Nicolò da Ponte baute man dem alten Mann eine samtüberzogene Stütze, damit er nicht vom Stuhl fiele, weil er wieder einmal eingeschlafen war wie so oft.
Andererseits hatte das hohe Alter der Dogen Folgen für die Art ihrer Repräsentation. Während die Porträts und Skulpturen des 15. Jahrhunderts noch versuchten, dem Aussehen des Dogen nur wenig idealisierend nahe zu kommen, wurden diejenigen des 16. Jahrhunderts deutlich stereotyper; sie zeigten einen robusten, bärtigen alten Mann in vollem Amtsornat mit oftmals visionärem, entschlossenem Blick in die Ferne. Die Bilder zeigten weniger die Dogen als Menschen, sondern vielmehr als Symbole und Repräsentanten der Dauerhaftigkeit und Stärke der Republik.

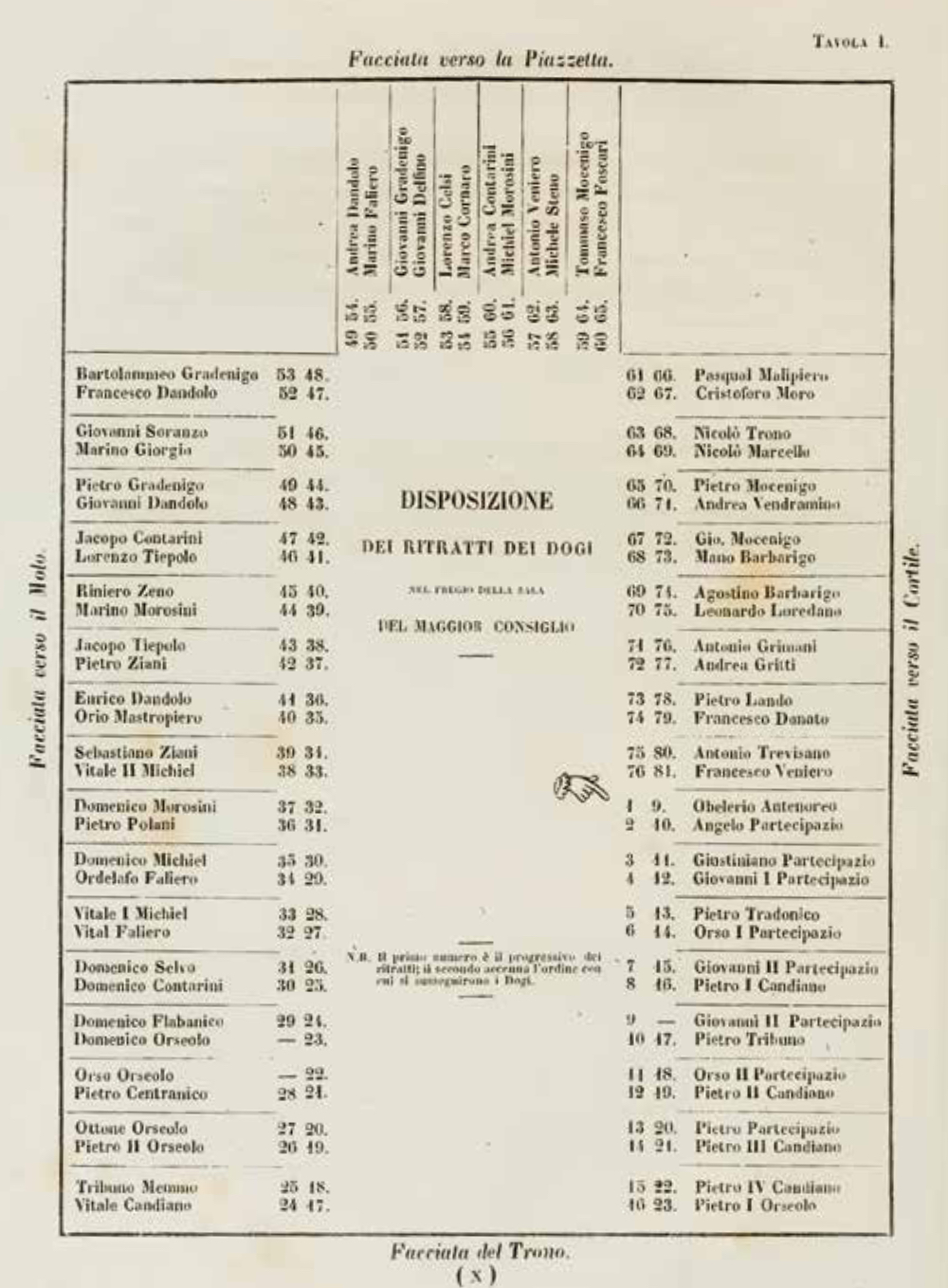
Skizze des Saales des Großen Rates im Dogenpalast mit der Situierung der Dogenporträts (Francesco Zanotto: Il Palazzo Ducale di Venezia illustrato, 5 Bde., Bd. 4, Antonelli, Venedig 1841–1842 (Digitalisat, Tavola I)); die Porträts reichen vom frühen 9. Jahrhundert bis zum nach dieser Zählung 81. Dogen Francesco Venier.

Zentrale Orte der bildlichen Repräsentation waren, neben den besagten Kirchen und den Grabstätten der Dogen, die großen Paläste, wie der Palazzo Barbarigo della Terrazza, allen voran aber der Dogenpalast. Beginnend im Saal des Großen Rates entstanden Idealporträts der Dogen in den deckennahen Nischen, die die 81 Dogen zwischen Beatus (früher trotz Schriftband für Obelerio erklärt) und Francesco Venier darstellen. Diese Porträtreihe wurde im Nachbarsaal, der Sala dello Scrutinio, fortgesetzt.
Auch in Druckwerken schlug sich diese Tradition nieder, meist in Verbindung mit entsprechenden Wappen. So erschienen ab dem 17. Jahrhundert mehrere Publikationen mit „Porträts“ der Dogen, manche waren aber auch nicht für die Publikation vorgesehen. Zu den Druckwerken zählt Antonio Nanis Serie dei Dogi di Venezia, erschienen 1840 in Venedig mit Darstellungen aller 120 zu dieser Zeit anerkannten Dogen. Leone Matina stellte (wohl als erster) 1659 in seinem Druckwerk Ducalis regiae lararium 103 Dogen als Einzelpersonen nebst Wappen dar.

## Begräbnisstätten

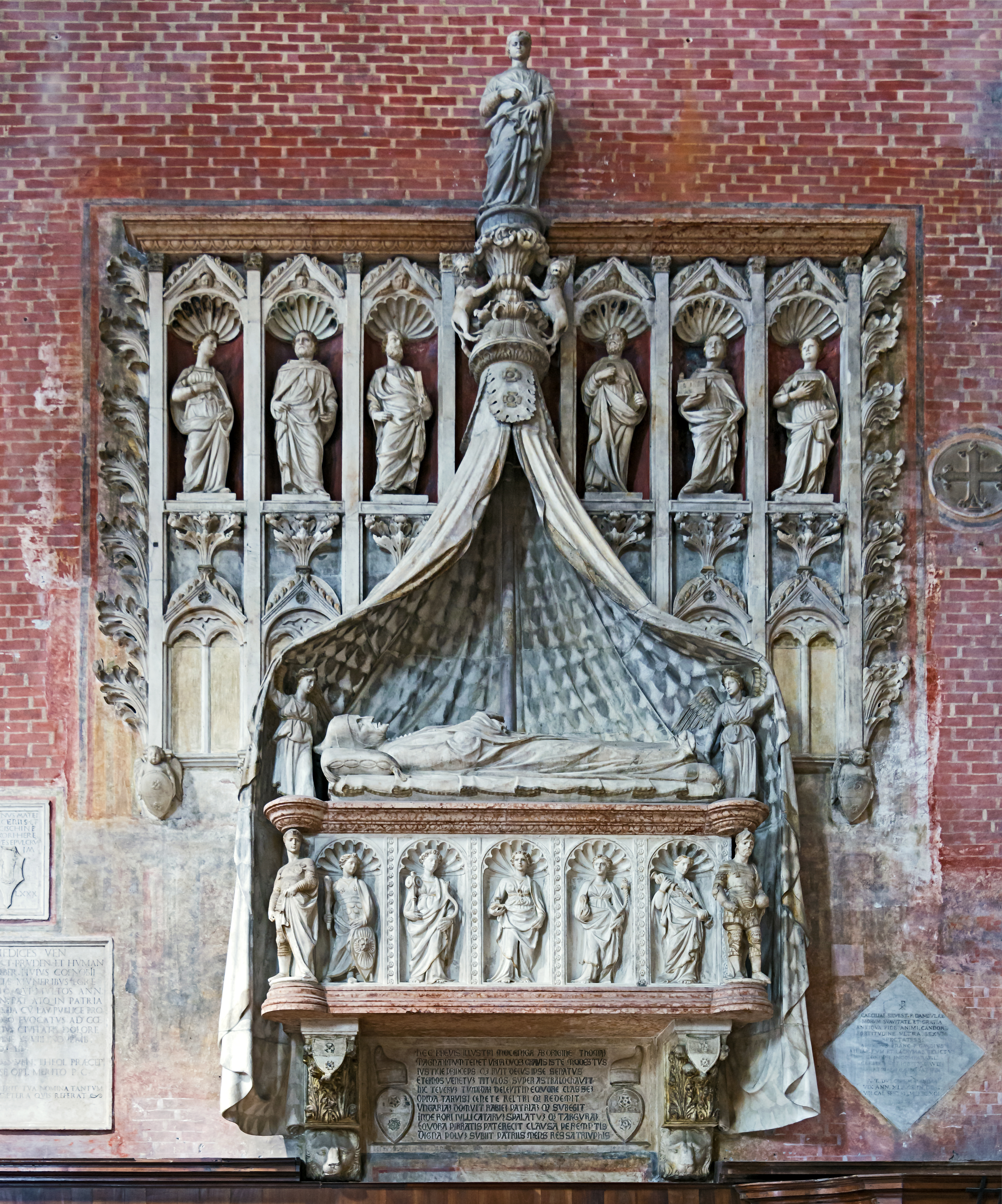
Grabmal des Dogen Tommaso Mocenigo

Die Begräbnisstätten der Dogen aus der Zeit vor 900 sind nur sehr selten, die vor 827 gar nicht bekannt, das Gleiche gilt für die Mitdogen, doch immerhin erfährt man in diesen Fällen einige Male noch den Namen der Stadt. Das älteste erhaltene Grabmonument ist dasjenige des Vitale Falier in der Markuskirche.
Insgesamt summierte Andrea Da Mosto 1939: In S. Ilario bei Fusina seien fünf Dogen beigesetzt worden, in Grado zwei, ebenso wie in S. Felice di Ammiana, dann einer in der Abtei Cuxa im Roussillon, je einer in Ravenna. Auf der Insel Murano waren es zwei in S. Cipriano, einer in S. Maria degli Angeli und einer in S. Chiara – dabei handelte es sich um Pietro Polani, Pietro Gradenigo, Sebastiano Venier und Nicolò Donà. Einer, nämlich Enrico Dandolo, fand sein Grab in Konstantinopel; weitere zwei Dogen wurden in nicht genannten Kirchen in Venedig beigesetzt.
Begraben wurden innerhalb der venezianischen Kirchen allein sechs in San Zaccaria, neun im Markusdom, fünf in San Giorgio Maggiore, zwei in Santa Croce di Luprio, vor allem aber neunzehn in San Zanipolo. Hinzu kamen sechs in Santa Maria Gloriosa dei Frari, einer in Santa Maria della Celestia, drei in Santo Stefano (Venedig), einer in Santa Marina, zwei in Santa Maria dei Servi, zwei in Santa Maria della Carità, zwei in Sant‘ Antonio di Castello, wiederum sechs in San Francesco della Vigna, einer in San Salvatore, zwei in San Domenico di Castello, drei in San Giobbe und vier in San Nicolò da Tolentino. Je einer wurde in folgenden Kirchen beigesetzt, nämlich in Santa Maria Assunta dei Gesuiti, Sant’Isepo di Castello, San Lorenzo, Santa Maria Nova, San Martino, San Bonaventura, Sant’Andrea de Zirada, San Beneto, dann je zwei in San Stae und in der Scalzi-Kirche, einer in Madonna dell’Orto, zwei in Sant’Andrea della Zirada und schließlich einer in San Nicolò di Lido.
Die älteste Grablege befand sich im Kloster Santi Ilario e Benedetto, wo die Dogen der Particiaco-Familie ihre letzte Ruhestätte fanden. Feierlich beigesetzt wurden ihre Nachfolger in Kirchen, wobei die Wahl des Ortes nicht immer bei den Angehörigen oder in der Verfügung der Sterbenden lag, sondern, insbesondere in der jüngeren Geschichte, vom Staat verfügt wurde.
Dabei stieß manchem Pilger des 15. Jahrhunderts, wie etwa Felix Fabri aus Ulm, die Opulenz der Grabmäler als protzig und bar jeder christlichen Bescheidenheit auf. Schon seit 1413 hatten venezianische Gesetze die Selbstzelebrierung der Dogen eingeschränkt, nicht einmal ihr Bildnis oder Wappen durfte außerhalb des Dogenpalasts gezeigt werden. Trotz noch weitergehender Verbote, wie 1523, setzte sich diese Art der monumentalen Begräbnisstätten dennoch weitgehend durch, wenn auch nunmehr innerhalb der Kirchengebäude.
Fast alle Gräber der Dogen befinden sich aus diesen Gründen in Kirchen. In San Zanipolo ruhen inzwischen allein 26 von ihnen, in San Zaccaria sind es acht. Die ursprüngliche Grablege war Zanipolo allerdings nicht für alle Dogen. Der erste dort beigesetzte Herrscher war 1249 Jacopo Tiepolo. Den Kirchen kamen die daraus resultierenden Einnahmen zugute und die Staatsorgane deuteten die dortigen Monumente als Ausdruck privater Glorifikation. Wenn sie ausnahmsweise an der Außenfassade angebracht waren, dann nur in denjenigen Fällen, in denen der jeweilige Doge das Patronatsrecht besessen hatte, und auch dann nur, wenn er militärische Verdienste aufzuweisen hatte. So griff der Staat etwa im Falle Antonio Grimanis 1523 ein.
Auf San Zaccaria traf dies nicht zu, denn die Kirche wurde nur vom 9. bis 12. Jahrhundert als Grablege genutzt. Ebenfalls acht Dogen fanden auf San Giorgio Maggiore ihre letzte Ruhestätte, neun in der Markuskirche. Dort wurde als letzter Andrea Dandolo 1354 beigesetzt. Sechs Mal wurde die Frari-Kirche zu diesem Zweck genutzt, nur einmal davon nicht in der Zeit vom 13. bis zum 15. Jahrhundert.
Im 17. Jahrhundert wurden von den 21 Dogen nur zwei in Zanipolo beigesetzt, vier in San Francesco della Vigna, zwei auf San Giorgio Maggiore, bei einem ist die Begräbnisstätte unbekannt.
Die Grabmäler der Dogen des 18. Jahrhunderts verteilen sich nur noch auf sechs Kirchen. Paolo Renier, der vorletzte Doge, wurde 1789 ebenso in der Familiengruft in San Nicola da Tolentino beigesetzt, wie Giovanni II. Corner, während sein Vorgänger noch seine letzte Ruhestätte in Zanipolo fand. Dessen Vorgänger wiederum war in San Stae beigesetzt worden, genauso wie Alvise Mocenigo II., Pietro Grimani 1752 hingegen in Madonna dell’Orto. Alvise Pisani wurde 1741 auf dem Lido beerdigt, in einer heute nicht mehr existierenden Kirche. Sein Grabmal wurde zerstört. Sein Vorgänger wurde in der Scalzi-Kirche begraben.
Das Grab von Enrico Dandolo befindet sich, entgegen mancher Behauptung, nicht als einziges außerhalb Venedigs, nämlich in der Hagia Sophia in Istanbul. Das seines Sohnes befand sich in San Giorgio in Candia, der Hauptstadt von Kreta. Im Frühmittelalter starb mancher Doge in der Verbannung oder auf der Flucht, etwa in Konstantinopel, Grado oder Ravenna. Der von 976 bis 978 herrschende Pietro Orseolo, später heiliggesprochen, starb in einem Kloster in Katalonien.
Die Finanzierung und die Ausführung der Grabmonumente lagen in der Verantwortung der Familienangehörigen des Verstorbenen, die ein großes Interesse daran haben mussten, das Andenken ihres Verwandten vor dem Hintergrund der jeweiligen venezianischen Gesellschaft positiv zu inszenieren – eine Investition in das Ansehen und damit in die Karrieren der Familie. Häufig bestand hier Anlass zu einer Akzentverschiebung. Gerade Dogen, die in die Kritik geraten oder gegen die ein Verfahren eingeleitet worden war, mussten dementsprechend versöhnlich dargestellt werden, etwa als besonders zuverlässige Diener der Republik.

## Liste der Dogen von Venedig

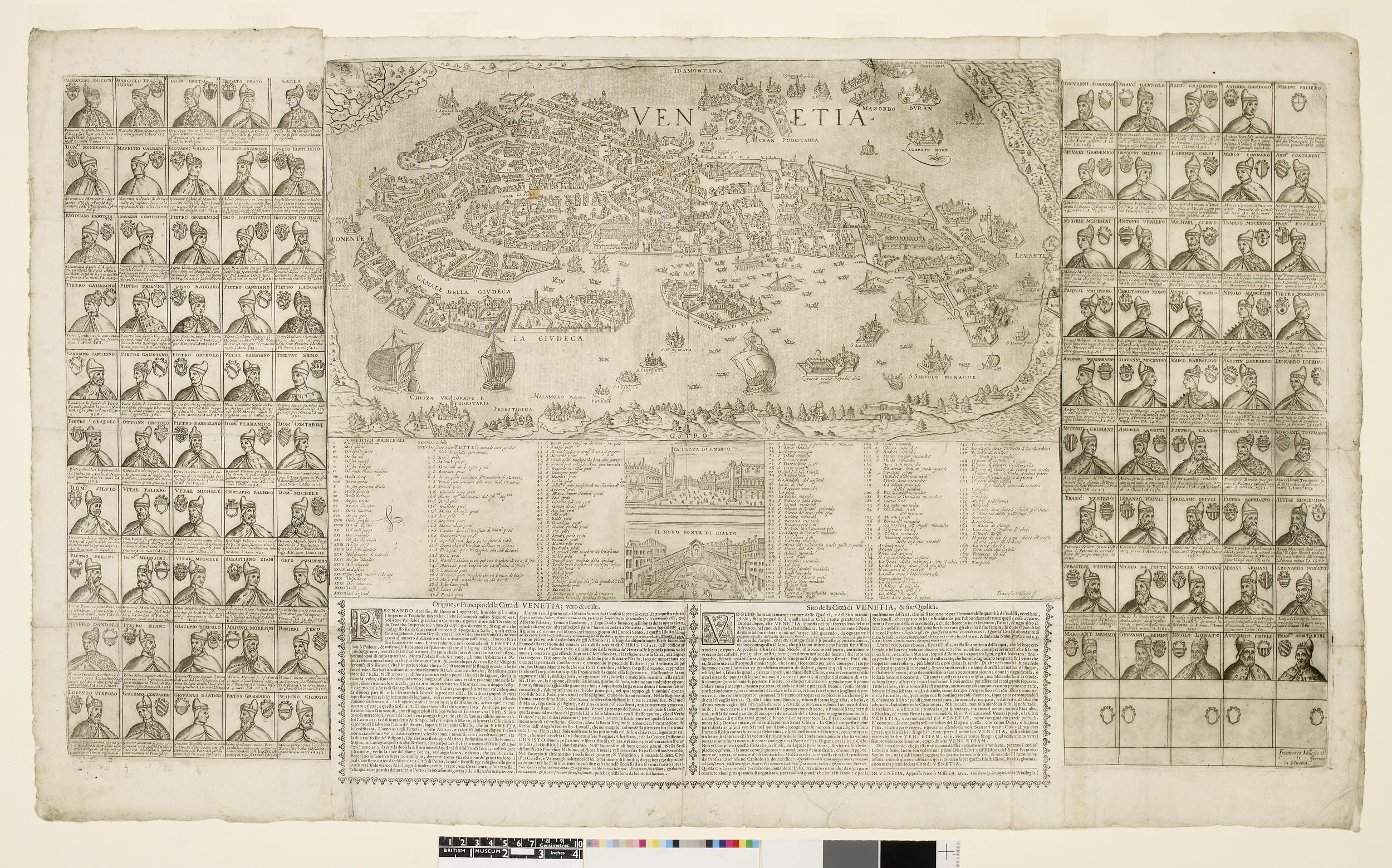
Karte der Stadt Venedig, 56,5 mal 95,5 cm, heute im British Museum. Die Stadt ist umgeben von 94 Dogen; der letzte ist Francesco Contarini. Damit entstand das Werk spätestens 1624. Zu dieser Zeit war die Zählweise der Dogen bereits weitgehend vereinheitlicht.

Die folgende Liste führt als nummerierte Dogen (Spalte „Nr.“) diejenigen Herrscher auf, die gegen Ende der Republik als solche anerkannt wurden. Nicht nummeriert erscheinen hingegen die in den Quellen genannten Herrscher der Frühzeit Venedigs, die im 17. und 18. Jahrhundert keine Anerkennung mehr als Dogen fanden.
Die ab Mitte des 14. Jahrhunderts zunehmend staatlich kontrollierte Historiographie akzeptierte nur diejenigen als Dogen, die entweder allein oder gemeinsam mit einem Mitdogen geherrscht hatten; waren diese Mitdogen schon zu Lebzeiten des Dogen gestorben, dann wurden sie gleichfalls nicht in die Dogenlisten aufgenommen. Dies galt, etwa im Fall des Petrus Particiaco oder des Leachim, auch dann, wenn ein solcher Mitdoge in Urkunden oder den zeitnahen Quellen ausdrücklich als „dux“ bezeichnet wurde. Auch wurden als Dogen akzeptierte Herrscher noch Jahrhunderte später aus dem „Dogenkatalog“ entfernt, wie etwa Orso Orseolo, der Patriarch von Grado, der von 1026 bis 1027 als Doge herrschte. „Einige der ältesten Geschichtsschreiber setzten den Patriarchen in die Reihe der wirklichen Regenten, die neueren, welchen es unbegreiflich scheint, daß ein Patriarch ihr Volk regieret habe, haben ihn aus diesem Verzeichnisse ausgelassen“, schrieb dazu Johann Friedrich LeBret. Diese Entscheidung führt LeBret in einer Fußnote auf Lorenzo De Monachis (1351–1428) zurück, dessen Chronik zwischen 1421 und 1428 entstand.
Im Frühmittelalter, zwischen etwa 780 (Giovanni Galbaio) und dem ausdrücklichen Verbot von 1040, wurden mindestens elf Mitdogen erhoben, die später nicht (mehr) zu den 120 Dogen gezählt wurden. Hinzu kamen zwischen 1122 und 1205 drei Vizedogen, die ihre Väter in Venedig ausdrücklich nur bis zu deren Rückkehr als Stellvertreter vertraten.
Nicht zu den Dogen zählen außerdem vier der fünf Magistri militum des 8. Jahrhunderts, jedoch wird Marcello Tegalliano dazugerechnet, der in keiner der frühen Quellen als Dux bezeichnet wird, sondern dort nur als Magister militum erscheint. Die Zählung ist erst gegen Ende der Republik stabilisiert worden.
Die moderne Forschung akzeptiert meist die ersten beiden Dogen nicht mehr als Amtsinhaber. Marcellus wird heute genauso wenig zu den Dogen gezählt wie sein angeblicher Vorgänger Paoluccio Anafesto (Paulicius), an dem die venezianische Geschichtsschreibung und auch die allgemeine Historiographie lange als erstem Dogen festhielt.
Die Herrschaftszeiten der frühen Dogen sind darüber hinaus vielfach ungesichert und haben sich überwiegend erst im Zuge der Traditionsbildung so etabliert, wie sie in der Tabelle aufgeführt sind.
| Nr.  | Name                         | Regierungszeit | Kommentar |
| ---- | ---------------------------- | -------------- | --- |
| 1.   | Paulicius                    | 697–717        | legendär, Historizität umstritten |
| 2.   | Marcellus (Magister militum) | 717–726        | in den Quellen ausschließlich Magister militum, nicht Dux, Historizität umstritten |
| 3.   | Orso Ipato                   | 726–737        | wahrscheinlich der erste Doge |
| –    | Dominicus Leo                | 737–738        | erster der fünf Magistri militum |
| –    | Felix Cornicula              | 738–739        | zweiter der fünf Magistri militum |
| 4.   | Diodato Ipato                | 742–755        | etwa 739–740 dritter der fünf Magistri militum, später Doge |
| –    | Julianus Hypathus            | 740–741        | vierter der fünf Magistri militum |
| –    | Johannes Fabriciacus         | 741–742        | letzter der fünf Magistri militum |
| 5.   | Galla                        | 755–756        | geblendet; von manchen Historikern nicht als Doge anerkannt |
| 6.   | Domenico Monegario           | 756–764        | mit Unterstützung des Langobardenkönigs Desiderius zum Dogen gewählt; zwei jährlich wechselnde Tribunen, geblendet |
| 7.   | Maurizio Galbaio             | 764–787        | gilt noch explizit als kaiserlicher (byzantinischer) Dux, stirbt eines natürlichen Todes; erster Versuch einer Dynastiegründung durch Erhebung von Sohn und Enkel zu Mitdogen                                                                                         |
| 8.   | Giovanni Galbaio             | 787–804        | erster Dogensohn, der durch seinen Vater (ohne Wahl) zum Mitdogen erhoben wurde; flieht ins Frankenreich |
| –    | Mauritius (II.)              | ?–804          | zweiter Dogensohn, der durch seinen Vater zum Mitdogen erhoben wurde; verantwortlich für den Mord am Patriarchen Johannes von Grado |
| 9.   | Obelerio Antenoreo           | 804–809        | Belagerung durch Pippin, Putschversuch um 829, dabei getötet, letzter Verfechter einer Hauptstadt Malamocco gegen Rialto |
| –    | Beatus                       | ?–809          | Bruder und Mitdoge des Obelerius, † 811 in Zara, ihm wurde der Umzug nach Rialto zugeschrieben; im Dogenpalast findet sich sein Phantasieporträt als erstes in der Reihe der Dogenporträts                                                                            |
| –    | Valentinus                   | ?–809          | Bruder und Mitdoge des Obelerius, durfte womöglich nach dem Sturz seiner Brüder in Rialto bleiben |
| 10.  | Agnello Particiaco           | 809–827        | verlegt entsprechend der Geschichtsschreibung der späten Republik die Residenz nach Rialto, wo sie bis 1797 verbleibt; stirbt eines natürlichen Todes, erste gesicherte Grablege der Dogen, nämlich im Kloster Santi Ilario e Benedetto.                              |
| 11.  | Giustiniano Particiaco       | 827–829        | überlebt als (5.) Mitdoge (ab 809?) seinen Vater Agnellus und folgt ihm daher im Amt, 2. Versuch einer Dynastiebildung |
| -    | Agnellus (II.)               | 809?–820?      | Sohn und Mitdoge seines Vaters Justinianus (Giustiniano); stirbt in Konstantinopel |
| 12.  | Giovanni I. Particiaco       | 829–837        | folgt seinem Bruder Iustinianus im Amt, siegt über Obelerius, wird von Caroso vertrieben, nach dessen Tod zurückberufen; beendet sein Leben nach Absetzung im Kloster                                                                                                 |
| –    | Caroso                       | 832            | stürzt als byzantinischer Tribun den Dogen Giovanni I. Particiaco, ernennt sich zum Dogen, wird jedoch nach 3 oder 6 Monaten geblendet |
| –    | Ursus Particiacus            | 832            | regiert die Stadt kurzzeitig zwischen dem Sturz Carosos und der Rückkehr des Johannes Particiacus, von Andrea Dandolo als „rector“ bezeichnet |
| 13.  | Pietro Tradonico             | 836–864        | unterbricht die Reihe der Particiaco-Dogen, von Verschwörern ermordet, als erster Doge im historischen Zentrum Venedigs beigesetzt |
| –    | Johannes Tradonicus          | 836–863        | Sohn und Mitdoge des Petrus Tradonicus, wird in einer Urkunde des Jahres 855 als „gloriosus dux Veneciarum“ bezeichnet; stirbt im Jahr vor der Ermordung seines Vaters                                                                                                |
| 14.  | Orso I. Particiaco           | 864–881        | erstes Verbot des Sklavenhandels, das jedoch ohne Wirkung bleibt, stirbt eines natürlichen Todes |
| 15.  | Giovanni II. Particiaco      | 881–887        | einer von vier Söhnen Orsos I., versucht wegen Krankheit mehrfach zurückzutreten, empfiehlt Pietro Candiano als Nachfolger; mit ihm endet die Particiaco-Dynastie, 1. Zerstörung Comacchios                                                                           |
| –    | Petrus                       | um 885         | (8.) Mitdoge und jüngster Bruder Giovannis II. Particiaco |
| –    | Ursus                        | bis 887        | Mitdoge, tritt gemeinsam mit seinem älteren Bruder Giovanni II. Particiaco zurück |
| 16.  | Pietro I. Candiano           | 887            | erster Doge, der außerhalb des venezianischen Territoriums im Kampf stirbt |
| 17.  | Pietro Tribuno               | 887–912        | Abwehr der Ungarn, Bau einer Stadtmauer, „eigentlicher Stadtgründer“ |
| 18.  | Orso II. Particiaco          | 912–932        | fast keine Quellen, Verträge mit nachkarolingischen Herrschern |
| 19.  | Pietro II. Candiano          | 932–939        | dritter Versuch einer Familie, nach den Familien Galbaio und Particiaco, eine Dynastie durchzusetzen, 2. Zerstörung Comacchios |
| 20.  | Pietro Particiaco/Badoer     | 939–942        | wurde gelegentlich als Pietro II. gezählt, als Petrus (s. o.) noch als Doge mitgezählt wurde; keinerlei Quellen für Jahre 933–942 |
| 21.  | Pietro III. Candiano         | 942–959        | Handelsblockade gegen Aquileia, Kampf gegen slawische Piraten, bürgerkriegsartige Verhältnisse im Kampf mit seinem Sohn (und Nachfolger) |
| 22.  | Pietro IV. Candiano          | 959–976        | stürzt seinen Vater, erheiratet Besitz im Reich, Leibwache, Sturz der Candiano, größter Stadtbrand (976), Zerstörung des Archivs |
| 23.  | Pietro Orseolo               | 976–978        | flieht in ein Kloster nach Katalonien, 1731 heiliggesprochen |
| 24.  | Vitale Candiano              | 978–979        | erreicht von Kaiser Otto II. Verlängerung der Privilegien, zieht sich ins Kloster zurück |
| 25.  | Tribuno Memmo                | 979–991        | Kompromisskandidat zwischen Candiano und Orseolo, Wiederaufbau der 976 zerstörten Stadt, bürgerkriegsartige Verhältnisse und ottonische Handelssperre, geht ins Kloster                                                                                               |
| 26.  | Pietro II. Orseolo           | 991–1009       | gilt als bedeutendster Doge der venezianischen Frühzeit, freundschaftliche Beziehungen zu den Kaisern, Expansion in der Adria, Eheprojekt seines Sohnes Johannes mit Byzanz, erstes Handelsprivileg (992)                                                             |
| –    | Giovanni Orseolo             | 1002–1008      | Mitdoge seines Vaters Pietro II. Orseolo (984–1008), byzantinisches Eheprojekt, stirbt mitsamt seiner Familie an der „Pest“ |
| 27.  | Ottone Orseolo               | 1009–1026      | jüngerer Bruder Giovanni Orseolos, nach dessen Tod 1008 Mitdoge, heiratet Tochter des Königs von Ungarn, Verschlechterung des Verhältnisses zum Römisch-deutschen Reich, wird gestürzt, flieht nach Konstantinopel; wird zurückberufen, stirbt aber auf der Rückreise |
| –    | Orso Orseolo                 | 1031/1032      | Patriarch von Aquileia, bis ins 15. Jahrhundert in Dogenlisten; beruft Ottone zurück |
| 28.  | Pietro Centranigo/Barbolano  | 1026–1032      | Kompromisskandidat der Gegner des Domenico Flabanico, Verlust der wichtigsten Handelsprivilegien, fortgesetzter Streit mit Aquileia, abgesetzt, flieht nach Konstantinopel                                                                                            |
| –    | Domenico Orseolo             | 1032           | mit einem einzigen Tag die kürzeste Dogenherrschaft; erlangt im Handstreich den Dogensitz, wird aber schon am nächsten Tag gestürzt, flieht nach Ravenna, wo er wenig später stirbt                                                                                   |
| 29.  | Domenico Flabanico           | 1032–1043      | beendet Versuche, die Dogenherrschaft erblich zu machen: die Erhebung zum Mitdogen wird 1040 untersagt (insgesamt waren es vierzehn) |
| 30.  | Domenico I. Contarini        | 1043–1071      | Morgenländisches Schisma (1054), Beginn des Neubaus des Markusdoms (1063, fertiggestellt 1094) |
| 31.  | Domenico Silvo               | 1071–1084      | erlangt das erste große Handelsprivileg in Byzanz (1082) von Kaiser Alexios I.; abgesetzt(?) |
| 32.  | Vitale Falier                | 1084–1096      | erlangt 1084 bedeutendes Handelsprivileg im Römisch-deutschen Reich von Heinrich IV., Fertigstellung des Markusdoms nach über 30-jähriger Bauzeit |
| 33.  | Vitale Michiel I.            | 1096–1102      | Flottenzug im Gefolge des I. Kreuzzuges |
| 34.  | Ordelaffo Falier             | 1102–1118      | 1111 Erneuerung der Privilegien im Reich, 1116 Besuch Kaiser Heinrichs V. in Venedig, kommt bei Kämpfen bei Zara ums Leben |
| 35.  | Domenico Michiel             | 1118–1130      | Kreuzzug von 1122–1125; erzwingt 1126 die Erneuerung des 1118 ausgesetzten Handelsprivilegs von Byzanz; untersagt das Tragen von Bärten |
| –    | Leachim                      | 1122–1125      | Sohn des Domenico Michiel, vertritt ihn 1122 bis 1125 als „Vizedoge“ |
| –    | Domenico Michiel (Vizedoge)  | 1122–1125      | Vertritt gemeinsam mit Leachim 1122 bis 1125 den Dogen Domenico Michiel als „Vizedoge“ |
| 36.  | Pietro Polani                | 1130–1148      | Schwiegersohn des Dogen Domenico Michiel |
| 37.  | Domenico Morosini            | 1148–1156      | Seine Macht wird durch eine Eidesleistung eingeschränkt, hinzu kommen einflussreiche Berater; die Erblichkeit des Dogenamtes wird endgültig unterbunden. |
| 38.  | Vitale Michiel II.           | 1156–1172      | Krieg gegen Byzanz; Epidemie und militärische Katastrophe. |
| –    | Lunardo Michiel              | 1171–1172      | Sohn Vitale Michiels II., bleibt 1171 als Vizedoge in Venedig, als der Vater die Flotte in die Ägäis führt. |
| 39.  | Sebastiano Ziani             | 1172–1178      | erster Doge, der nicht von der Volksversammlung (arengo, concio) gewählt wurde; Friede von Venedig (1177) |
| 40.  | Orio Mastropiero             | 1178–1192      | der Einfluss der iudices geht zurück, der Kleine Rat avanciert zu Lasten des Dogen zum Machtkern |
| 41.  | Enrico Dandolo               | 1192–1205      | 1202–1204 Vierter Kreuzzug unter Dandolos Führung, 1203 und 1204 Eroberung Konstantinopels |
| –    | Ranieri Dandolo              | 1202–1205      | Sohn Enrico Dandolos, den er als Vizedoge ab 1202 in Venedig vertritt |
| 42.  | Pietro Ziani                 | 1205–1229      | Gewinnt die Herrschaft über die Venezianer in Konstantinopel zurück, sichert Kolonialreich, zunehmende Verschriftung der Herrschaft |
| –    | Teofilo Zeno                 | 1229           | Stellvertreter für Pietro Ziani bis zur Wahl des neuen Dogen |
| 43.  | Jacopo Tiepolo               | 1229–1249      | Sicherung des Kolonialreichs, Gründung langlebiger Verfassungsorgane |
| 44.  | Marino Morosini              | 1249–1252      | seit seiner Wahl wählen 41 statt 40 Elektoren den Dogen, um ein Patt zu vermeiden; Domini de nocte |
| 45.  | Renier Zen                   | 1253–1268      | erster Krieg gegen Genua (1257–1270), Kampf um Konstantinopel (ab 1261) |
| 46.  | Lorenzo Tiepolo              | 1268–1275      | Ende des Krieges gegen Genua, Rückkehr nach Konstantinopel, Förderung der Handwerkerkorporationen und Händler |
| 47.  | Jacopo Contarini             | 1275–1280      | Einfluss des Dogen wird weiter eingeschränkt, seine Wirtschaftstätigkeit beendet, Dogen heiraten möglichst nur noch Venezianerinnen |
| 48.  | Giovanni Dandolo             | 1280–1289      | erste Goldmünze eingeführt, Aufstand auf Kreta (1283–1299) |
| 49.  | Pietro Gradenigo             | 1289–1311      | Serrata des Großen Rates, zunehmende Abriegelung gegen Aufsteiger, Exkommunikation wegen des Krieges um Ferrara, Rat der Zehn |
| -    | Stefano Giustinian           | 1311           | wurde zum Dogen gewählt, entzog sich der Wahl durch Zuflucht in San Giorgio Maggiore |
| 50.  | Marino Zorzi                 | 1311–1312      | bereitet den Frieden mit Rom vor, Frieden mit Padua |
| 51.  | Giovanni Soranzo             | 1312–1328      | abgesehen von der Belagerung Zaras eine friedliche Epoche |
| 52.  | Francesco Dandolo            | 1328–1339      | beendet Krieg um Ferrara gegen den Papst, Erwerb von Treviso und Beginn der Festlandseroberung |
| 53.  | Bartolomeo Gradenigo         | 1339–1342      | aufgrund entsprechender Erfahrungen wird Dogen nach ihm die Vergabe von Staatsposten an Verwandte untersagt, ebenso wie Handelsgeschäfte |
| 54.  | Andrea Dandolo               | 1343–1354      | schreibt maßgebliche Geschichte Venedigs, Pest, Krieg gegen Genua, Herrschaftsverdichtung |
| 55.  | Marino Falier                | 1354–1355      | wird nach einer angeblichen oder tatsächlichen Verschwörung enthauptet und verfällt der „Verdammung der Erinnerung“ (condamnatio memoriae). |
| 56.  | Giovanni Gradenigo           | 1355–1356      | Friedensschluss mit Mailand und Genua, Beginn des Krieges um Dalmatien (bis 1358) |
| 57.  | Giovanni Dolfin              | 1356–1361      | Abtretung Dalmatiens an Ungarn, Finanzkrise, Kämpfe innerhalb des Patriziats |
| 58.  | Lorenzo Celsi                | 1361–1365      | Aufstand auf Kreta; stirbt während der Rat der Zehn gegen ihn ermittelt |
| 59.  | Marco Corner                 | 1365–1368      | bereits vom 17. bis 21. April 1355 Vizedoge |
| 60.  | Andrea Contarini             | 1368–1382      | Vierter Krieg gegen Genua, Triest fällt an Österreich |
| 61.  | Michele Morosini             | 1382           | stirbt an der Pest |
| 62.  | Antonio Venier               | 1382–1400      | Amtsantritt erst 1383; endgültiger Gewinn Trevisos, Ausweitung des Handels nach Nordwesteuropa |
| 63.  | Michele Steno                | 1400–1413      | Rückgewinnung des 1358 verlorenen Dalmatien, Eroberung der Terraferma |
| 64.  | Tommaso Mocenigo             | 1414–1423      | Festlandsmacht in Oberitalien; wendet sich gegen Expansionspolitik |
| 65.  | Francesco Foscari            | 1423–1457      | Hauptbetreiber der Expansionspolitik in Oberitalien, abgesetzt |
| 66.  | Pasquale Malipiero           | 1457–1462      | Exponent der Gegner Foscaris, nur Feste gelten als berichtenswert |
| 67.  | Cristoforo Moro              | 1462–1471      | ändert im Amtseid, der promissione ducale, den Begriff „Commune Veneciarum“ in „Dominium“ oder „Signoria“ |
| 68.  | Niccolò Tron                 | 1471–1473      | Erwerb Zyperns vorbereitet, Ausbau des Arsenals begonnen, Reform des Münzwesens; Vorwurf der Ämterhäufung in der Familie, neue Münze: Lira Tron |
| 69.  | Nicolò Marcello              | 1473–1474      | Reorganisation der Staatsfinanzen, neue Münze: Marcello |
| 70.  | Pietro Mocenigo              | 1474–1476      | zurückhaltend bei Unternehmen gegen die Osmanen |
| 71.  | Andrea Vendramin             | 1476–1478      | Vermögen im Weizenhandel erworben, Bedeutung für das venezianische Bankwesen |
| 72.  | Giovanni Mocenigo            | 1478–1485      | Frieden mit Osmanen (1479), stirbt an der Pest, genauso wie seine Frau sechs Jahre zuvor |
| 73.  | Marco Barbarigo              | 1485–1486      | gilt geradezu als Idealbild eines Dogen, zugleich als krasses Gegenteil seines Bruders Agostino, hielt öffentliche Audienzen, Einrichtung der päpstlichen Nuntiatur                                                                                                   |
| 74.  | Agostino Barbarigo           | 1486–1501      | erstmals seit Flabanico folgt ein naher Verwandter, hier ein Bruder, im Dogenamt; missachtet seinen Amtseid, vor allem das Verbot Staatsposten an Verwandte zu vergeben, galt als korrupt; erneut Furcht vor einer Alleinherrschaft                                   |
| 75.  | Leonardo Loredan             | 1501–1521      | Retter Venedigs gegen die Liga von Cambrai, Bautätigkeiten um Rialto und den Markusplatz, Stadtbefestigungen auf der Terraferma |
| 76.  | Antonio Grimani              | 1521–1523      | vermögender Pfefferhändler, lange wegen Niederlage im Osmanenkrieg verbannt, Aufstieg wegen seines Einsatzes gegen die Liga von Cambrai, hält als Doge am Bündnis mit Frankreich fest, das erst sein Nachfolger aufgibt                                               |
| 77.  | Andrea Gritti                | 1523–1538      | Weizenhändler, militärische Karriere; wieder Befürchtungen, eine Tyrannei könnte entstehen, doch hielt er sich weitgehend an seinen Amtseid. 1523 Rückzug aus italienischen Kriegen                                                                                   |
| 78.  | Pietro Lando                 | 1539–1545      | Karriere im Militär- und Marinebereich, führte Handelsflotte nach Alexandria, Kriegsflotte nach Kreta und Apulien, unter ihm 1540 Beendigung des Krieges mit den Osmanen                                                                                              |
| 79.  | Francesco Donà               | 1545–1553      | lange Karriere, vor allem in Oberitalien, aber auch als Gesandter und in den zentralen Gremien; Neutralitätspolitik, Kampf gegen Reformation |
| 80.  | Marcantonio Trevisan         | 1553–1554      | Aufstieg im Kolonialreich, v. a. Zypern und Kreta, galt als integer, versuchte erfolglos den aufwändigen Lebenswandel des Adels einzuschränken |
| 81.  | Francesco Venier             | 1554–1556      | Kurze, ereignisarme Amtszeit, Wahl zum Dogen als Krönung einer langen, ganz überwiegend nicht-militärischen Laufbahn |
| 82.  | Lorenzo Priuli               | 1556–1559      | Ereignisarme Amtszeit, Wahl zum Dogen als Krönung einer überwiegend diplomatischen Laufbahn sowie als Podestà in den oberitalienischen Gebieten |
| 83.  | Gerolamo Priuli              | 1559–1567      | Erst spät in die Politik gelangt, ab da über vier Jahrzehnte in Venedig; folgt seinem Bruder Lorenzo im Dogenamt |
| 84.  | Pietro Loredan               | 1567–1570      | Verlegenheitskandidat, Hungerkrise, Brotaufstand |
| 85.  | Alvise Mocenigo I.           | 1570–1577      | Gesandter bei Kaiser und Papst, Seeschlacht von Lepanto, Pest (1575–76) |
| 86.  | Sebastiano Venier            | 1577–1578      | |
| 87.  | Nicolò da Ponte              | 1578–1585      | |
| 88.  | Pasquale Cicogna             | 1585–1595      | |
| 89.  | Marino Grimani               | 1595–1605      | |
| 90.  | Leonardo Donà                | 1606–1612      | |
| 91.  | Marcantonio Memmo            | 1612–1615      | |
| 92.  | Giovanni Bembo               | 1615–1618      | |
| 93.  | Nicolò Donà                  | 1618           | |
| 94.  | Antonio Priuli               | 1618–1623      | |
| 95.  | Francesco Contarini          | 1623–1624      | |
| 96.  | Giovanni I. Corner           | 1625–1629      | |
| 97.  | Nicolò Contarini             | 1630–1631      | |
| 98.  | Francesco Erizzo             | 1631–1646      | |
| 99.  | Francesco Molin              | 1646–1655      | |
| 100. | Carlo Contarini              | 1655–1656      | |
| 101. | Francesco Corner             | 1656           | |
| 102. | Bertuccio Valier             | 1656–1658      | |
| 103. | Giovanni Pesaro              | 1658–1659      | |
| 104. | Domenico II. Contarini       | 1659–1675      | |
| 105. | Niccolò Sagredo              | 1675–1676      | |
| 106. | Alvise Contarini             | 1676–1684      | |
| 107. | Marcantonio Giustinian       | 1684–1688      | |
| 108. | Francesco Morosini           | 1688–1694      | |
| 109. | Silvestro Valier             | 1694–1700      | |
| 110. | Alvise Mocenigo II.          | 1700–1709      | |
| 111. | Giovanni II. Corner          | 1709–1722      | |
| 112. | Alvise Mocenigo III.         | 1722–1732      | |
| 113. | Carlo Ruzzini                | 1732–1735      | |
| 114. | Alvise Pisani                | 1735–1741      | |
| 115. | Pietro Grimani               | 1741–1752      | |
| 116. | Francesco Loredan            | 1752–1762      | |
| 117. | Marco Foscarini              | 1762–1763      | |
| 118. | Alvise Mocenigo IV.          | 1763–1779      | |
| 119. | Paolo Renier                 | 1779–1789      | |
| 120. | Ludovico Manin               | 1789–1797      | übergibt die Stadt an Napoleon, der sie an Habsburg weiterreicht: Ende der Republik Venedig |

### Überblickswerke
- George Marian Lăţcan: The first Doges of Venice, representatives of the byzantine administration, in: Studia Universitatis Babes-Bolyai - Theologia Orthodoxa LXII (2017) 61–66.
- Giorgio Ravegnani: Il doge di Venezia, Il Mulino, Bologna 2013, ISBN 978-88-15-24464-2
- Gino Benzoni (Hrsg.): I Dogi, Electa, Mailand 1982.
- Claudio Rendina: I Dogi. Storia e segreti. Dalle 120 biografie dei serenissimi di Venezia rivivono retroscena e intrighi della Repubblica del Leone tra patrizi, mercanti, patriarchi e dogaresse in una millenaria epopea italiana, Newton Compton, Rom 1984 (Quest’Italia 66, ZDB-ID 433075-4).
- Andrea Da Mosto: I dogi di Venezia con particolare riguardo alle loro tombe, Ferdinando Ongania, Venedig [1939[23]] (Digitalisat, PDF), zuletzt als I dogi di Venezia, Florenz 2003.
- Aubrey Richardson: The Doges of Venice, London 1914. (Digitalisat)

### Darstellungen, Porträts

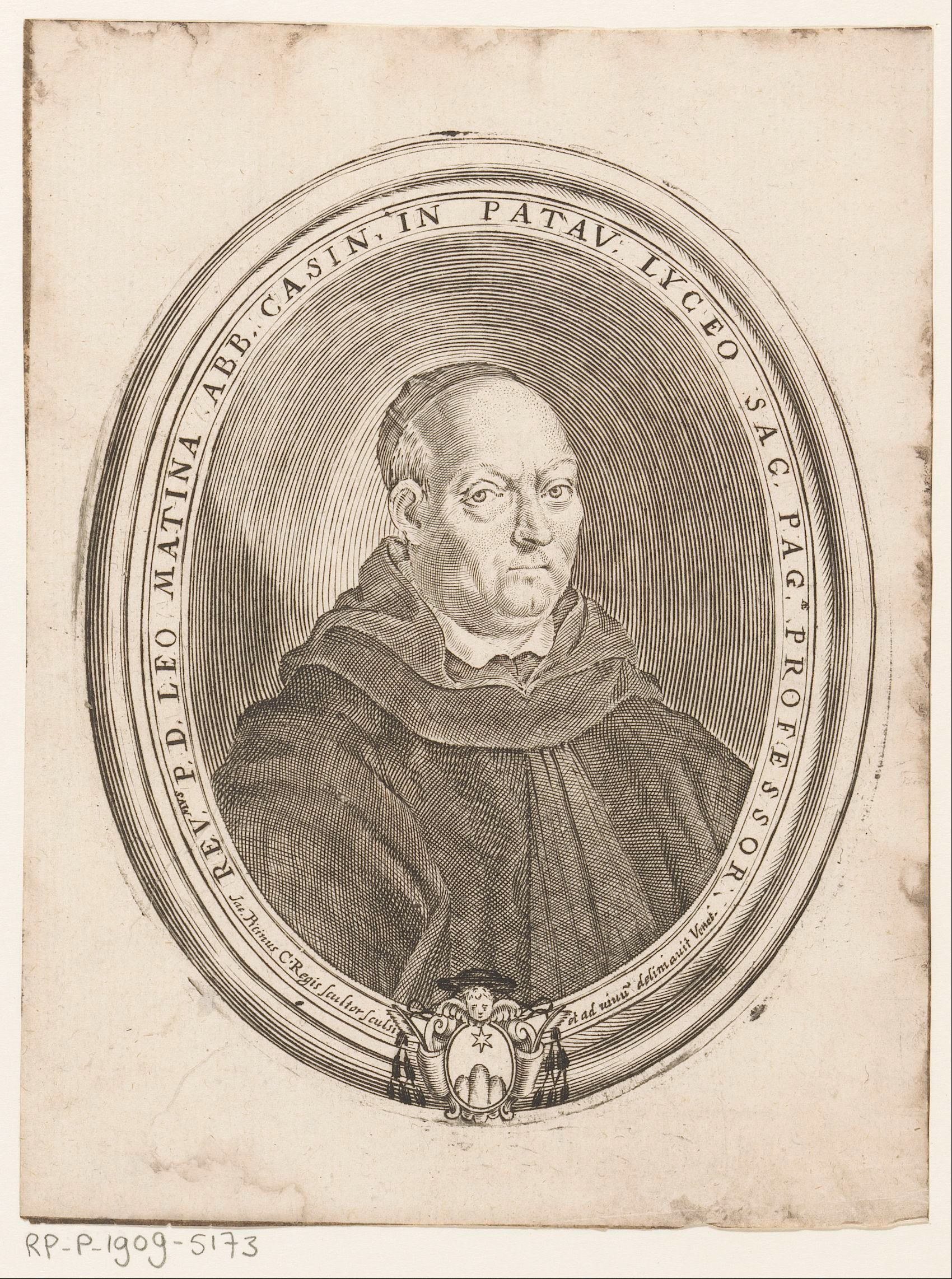
Porträt des Leone Matina (ca. 1611–1678), Professor in Padua und Abt, der wohl als erster 1659 versuchte, den Lesern eine bildliche Vorstellung von allen bis dato amtierenden 103 Dogen zu geben.

- Leone Matina: Ducalis regiae lararium sive ser. reipubu. Venetae principu[m] omniu[m] icones usque ad serenisimu[m] Ioannem Pisaurum, qui nunc reru[m] feliciter potitur: elogia, Herzius, Venedig 1659 (Digitalisat)
- Antonio Nani: Serie dei Dogi di Venezia intagliati in rame da Antonio Nani. Giuntevi alcuni notizie biografiche estese da diversi, Bd. 1, Giambatista Merlo, Venedig 1840 (Darstellungen aller 120 zu Nanis Zeit anerkannten Dogen in Stichen, dazu knappe Texte). (Digitalisat)

### Titulatur
- Șerban Marin: Dominus quartae partis et dimidiae totius imperii Romaniae: The Fourth Crusade and the Dogal Title in the Venetian Chronicles' Representation, in: Quaderni della Casa Romena di Venezia 3 (2004) 119–150.
- Giorgio Ravegnani: Insegne del potere e titoli ducali, in: Lellia Cracco Ruggini, Massimiliano Pavan, Giorgio Cracco, Gherardo Ortalli (Hrsg.) Storia di Venezia dalle origini alla caduta della Serenissima, Bd. I: Origini–Età ducale, Rom 1992, S. 828–846. (online)

### Amtseid

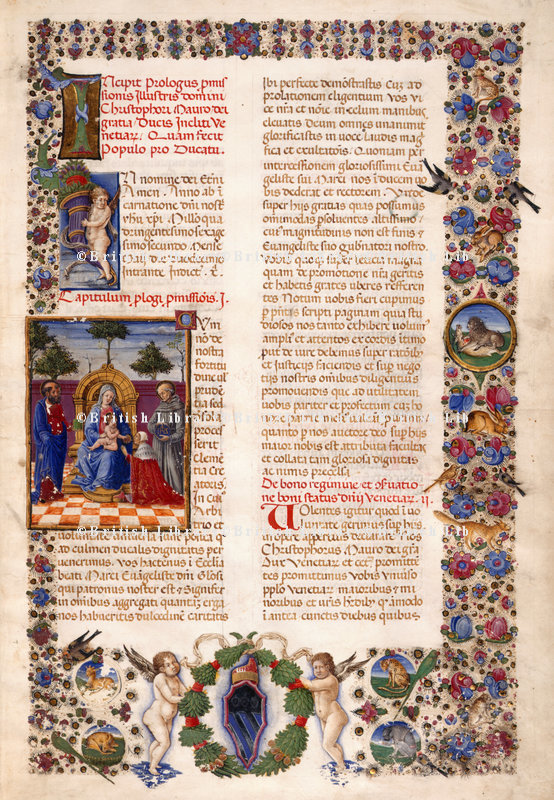
Promissione des Dogen Cristoforo Moro von 1462, Add. MS. 15816, f. 5r, 1462, British Library

- Eugenio Musatti: Storia della promissione ducale, Tipografia del Seminario, Padua 1888 (Abschnitte II bis V, nämlich Le promissioni ducali, S. 45–92 und I freni del potere, S. 93–124 sowie Le nuove restrizioni, S. 125–155 und schließlich Gli ultimi tempi, S. 156–214). (Digitalisat)

### Kleidung
- Guido-Antonio Zanetti: Della berretta ducale volgarmente chiamata corno, che postani dai Dogi di Venezia, dissertazione, 1779. (Digitalisat bei Google Books)

### Grabmonumente
- Andrea Da Mosto: I dogi di Venezia con particolare riguardo alle loro tombe, Ferdinando Ongania, Venedig o. J. [1939] (Digitalisat, PDF)
- Debra Pincus: The Tombs of the Doges of Venice, Cambridge 2000.
- Ursula Mehler: Auferstanden in Stein. Venezianische Grabmäler des späten Quattrocento, Köln u. a. 2001.
- Martin Gaier: Facciate sacre a scopo profano. Venezia e la politica dei monumenti dal Quattrocento al Settecento, Venedig 2002.
- Jan Simane: Grabmonumente der Dogen – Venezianische Sepulkralkultur im Cinquecento, Sigmaringen 1993.
- Benjamin Paul: Les tombeaux des doges vénitiens : de l'autocélébration dans une République, in: Julius A. Chrościcki, Mark Hengerer, Gérard Sabatier (Hrsg.): Les funérailles princières en Europe XVIe-XVIIIe siècle, Bd. 2: Apothéoses monumentales, Presses universitaires de Rennes, Rennes 2013, S. 159–179.